# 훙커신
훙커신(중국어: 洪可新, 병음: Hóng Kěxīnliǔ, 한자음: 홍가신, 2002년 1월 6일~)은 중화인민공화국의 레슬링 선수이다. 2024년 하계 올림픽에서 여자 자유형 라이트급 동메달을 획득했다.